# 新潟市警察
新潟市警察（にいがたしけいさつ）は、かつて存在した新潟県新潟市の自治体警察。

## 概要
旧警察法施行で、従来の新潟県警察部が解体され、1948年（昭和23年）3月7日に新潟市警察署が設置された。それから2年後の1950年（昭和25年）4月に新潟市警察署が新潟警察署に改称、東新潟出張所が東新潟警察署に昇格すると同時に新潟市警察本部を設置した。
1954年（昭和29年）4月1日に松ヶ崎浜村警察を統合。7月1日に旧警察法が全面改正される形で新警察法が施行された。これにより国家地方警察と自治体警察が廃止され、新たに都道府県警察として新潟県警察が発足。新潟市警察も新潟県警察に統合され、姿を消した。

## 組織
1952年（昭和27年）時点
- 警務課
- 警ら交通課
- 警備課
- 捜査課

## 警察署
1950年（昭和25年）時点
- 新潟警察署
- 東新潟警察署